# Collaborator (film)
Pour plus de détails, voir Fiche technique et Distribution.
Collaborator est une comédie dramatique américaine écrite et réalisée par Martin Donovan dont la première mondiale eu lieu le 4 juillet 2011 au festival international du film de Karlovy Vary.

## Synopsis
Robert Longfellow (joué par Donovan) est un dramaturge sur le déclin pris en otage par un ex-voisin alors qu'il est en visite dans sa ville d'enfance. Gus (joué par David Morse - deux nominations aux Emmy) est un homme que Robert évite depuis son enfance. Alors que l'histoire se déroule, le statut social, la célébrité et la menace de violence laissent Robert troublé et stupéfait.

## Fiche technique
- Titre : Collaborator
- Réalisation : Martin Donovan
- Scénario : Martin Donovan
- Musique : Manels Favre, ainsi que du Brahms joué par PJ Harvey
- Décors :
- Costumes :
- Photographie :
- Montage :
- Production : Julien Favre, Ted Hope (en), Luca Matrundola et Pascal Vaguelsy
- Société de distribution :
- Budget :
- Pays de production :  États-Unis
- Langue : anglais
- Date de sortie : 18 juin 2012

## Distribution
- Martin Donovan : Robert Longfellow
- David Morse : Gus
- Olivia Williams : Emma Stiles
- Katherine Helmond : Irene Longfellow
- Eileen Ryan : Betty
- Julian Richings : Maurice LeFont

## Production
- Le film a été tourné à Los Angeles, Californie, États-Unis ainsi qu'à Sault-Sainte-Marie, Ontario, Canada.